# جون هاينز (سياسي أمريكي، مواليد 1897)
جون هاينز هو سياسي أمريكي، ولد في 22 سبتمبر 1897 في بوسطن في الولايات المتحدة، وتوفي في 6 يناير 1970 في Carney Hospital ‏ في الولايات المتحدة. نشط حزبياً في الحزب الديمقراطي. وقد انتخب عمدة بوسطن ‏ (1950 – 1960).